# Балюстър
Балюстър (от гръцки: βαλαύστιον или валастион, през италиански: balaustro и на френски: balustre – в превод „цвят от нар“, поради камбановидната форма на цветът на наровото дърво) се нарича ниската единична колона на една балюстрада.

## Форма
Повечето балюстри имат кръгло напречно сечение, но има и квадратни или многоъгълни изработки. Стволът на балюстъра е силно профилиран; средната му част често е оформена в луковиден (удебелен) вид. Като цяло те наподобяват на амфори или вази, а в редки случаи и на канелюрани колони или обелиски.

## Материали
Балюстрите могат да бъдат направени от много материали, като например дърво, естествен камък, щукатура, неръждаема стомана или акрил.

## История
В мебелното изкуство струговани балюстри се използват още от античнонстта като крака на маси и столове, когато те са замислени като представителни мебели. В архитектурата балюстри се използват едва от Ренесанса като носещи елементи на парапети или като декоративни ъглови елементи.